# Liste de personnalités liées à Bourg-la-Reine
Cette liste recense les personnalités ayant eu un lien à la ville de Bourg-la-Reine, commune française du département des Hauts-de-Seine.

## Personnalités nées à Bourg-la-Reine
Voir la Catégorie:Naissance à Bourg-la-Reine.
- Évariste Galois (1811-1832).
- François Laurin (1826-1901), céramiste.
- Alexis Chassang (1827-1888), helléniste et grammairien, né et mort à Bourg-la-Reine.
- Armand Millet (1845-1920), horticulteur de renommée internationale, conseiller municipal de Bourg-la-Reine où il a son exploitation et où il est mort le 9 août 1920, inhumé au cimetière communal (6e division).
- Louis Joxe (1901-1991), homme politique, né à Bourg-la-Reine, rue Ravon, a vécu aussi villa Jeanne-d'Arc.
- Achille Dauphin-Meunier, alias Pierre Ganivet (1906-1984), intellectuel français, né à Bourg-la-Reine.
- Charles-Pierre Péguy (1915-2005), universitaire et climatologue, fils posthume de Charles Péguy, né à Bourg-la-Reine.
- Edgard Tupët-Thomé (1920-2020), compagnon de la Libération, adjoint de Stanislas Mangin, libérateur de Daoulas et Landerneau. De Clerval. Administrateur des Colonies en janvier 1946 en Tunisie, PDG de la coopérative viticole de Takelsa.
- Gilles Ménage (1943-2017), haut fonctionnaire.
- Philippe Laudenbach (1936), acteur.
- Denis Cheissoux, (1950), journaliste et présentateur de radio.
- Claire Nebout (1964), actrice.
- Frédéric Klose (né en 1970), boxeur, né à Bourg-la-Reine.
- Jean-Michel Lesage (1977), footballeur professionnel au Le Havre Athletic Club Football Association (HAC).
- Modibo Diakité (1987), footballeur de la Lazio.

## Réginaburgiens
Voir la Catégorie:Personnalité liée à Bourg-la-Reine.
- Jean-Charles Auboin (1731-1809), faïencier, notable signe le cahier des doléances de 1789, mort en 1809.
- Jean-Jacques Filassier (1745-1799), agronome, élu procureur-syndic du district de Bourg-la-Reine, puis député à l'Assemblée législative.
- Lucile Desmoulins (1770-1794), née Duplessis épouse de Camille Desmoulins (1760-1794), guillotinée pendant la Révolution française.
- Marceline Desbordes-Valmore (1798-1859), poète.
- Élie-Frédéric Forey (1804-1872), maréchal de France, possédait une propriété au 8, avenue du Pavé-de-Sceaux (actuellement 22, Avenue Victor-Hugo et inhumé dans le cimetière de la ville.
- Louis-Gaston de Ségur (1820-1881) diplomate et religieux français, fait sa confirmation dans l'ancienne église du village en 1833.
- André Theuriet (1833-1907), poète, fut maire de 1894 à 1900, y vécut et y mourut.
- Georges Clemenceau (1841-1929), demeura au 18, rue Ravon.
- François Hennebique (1842-1921), ingénieur, mathématicien dont les travaux ouvrirent la voie aux multiples applications du béton armé. Il vécut à Bourg-la-Reine et y est inhumé.
- Pierre-Adrien Dalpayrat (1844-1910), céramiste, y eut ses ateliers de 1889 à 1906.
- Léon Bloy (1846-1917), romancier et essayiste, habita et mourut au 7, rue André-Theuriet, dans la maison de Charles Péguy et inhumé dans le cimetière de la commune (dans la division 4) ; la croix qui y orne sa tombe est un œuvre du sculpteur Frédéric Brou.
- Charles Escribe (1869-1914), peintre, dessinateur et illustrateur, y vécut et y est mort.
- Charles Péguy (1873-1914), écrivain, poète et essayiste, habitait 7, rue André-Theuriet, lorsqu'il partit à la guerre, où il mourut au combat en 1914.
- René de Buxeuil (1881-1959), musicien, mort à Paris en 1959.
- Jean Grenier (1898-1971), professeur de philosophie, écrivain, habita Bourg-la-Reine, ainsi que sa fille Madeleine Grenier
- André Meynier (1901-1983), géographe, écrivain a demeuré au 10, avenue Galois dans les années 1930 avec son épouse.
- Robert Boutruche (1904-1975), historien médiéviste français, a habité au 2, rue des Plantes de 1972 à 1975 et est inhumé au cimetière de Bourg-la-Reine (22e division).
- Leopold Trepper (1904-1982), organisateur politique polonais et espion soviétique, chef du réseau l'Orchestre rouge, trouve refuge à la maison de retraite « Maison Blanche » 15, boulevard Carnot, en octobre 1943.
- Yvonne Meynier, (1908-1995), romancière française, spécialiste de la littérature enfantine.
- René Rœckel (1909-1944), résistant, fusillé au Mont-Valérien, Mort pour la France, a habité la rue du Chemin de Fer qui aujourd'hui porte son nom.
- Henri Grimal (1910-2012), historien spécialiste de la décolonisation et écrivain, a habité pendant 60 ans Bourg-la-Reine.
- Jean Neuberth, (1915-1996), artiste peintre, aviateur, pianiste de jazz a habité à Bourg-la-Reine.
- Jean Bastien-Thiry (1927-1963), organisateur de l'attentat du Petit-Clamart contre le général de Gaulle, habitait Bourg-la-Reine et y est enterré.
- Petula Sally Olwen Clark, dite Petula Clark (née en 1932) , chanteuse, compositrice et actrice britannique, a vécu rue de Plaisance et a épousé Claude Wolff le 6 juin 1961[1].
- Alain Delon (1935-2024), acteur, y vécut sa jeunesse et y passa un CAP de boucherie.
- Francis Mer (1939-2023), ancien ministre de l'Économie, des Finances et de l'Industrie, président d'Usinor-Sacilor.
- Élisabeth Guignot (née en 1941), actrice et parolière française, vécut au 27, rue des Blagis et épousa Gérard Depardieu (né en 1948) en avril 1970[2].
- Axel Kahn (1944-2021), généticien.
- Michel Leeb (1947), professeur de philosophie à Bourg-la-Reine au début des années 1970, avant d'entamer une carrière d'humoriste.
- Julien Clerc (né en 1947), chanteur, a vécu à Bourg-la-Reine. Une des chansons de son répertoire porte le titre : Bourg-la-Reine.
- Alain Finkielkraut (1949), essayiste et animateur radio, y vécut.
- Jean-Jacques Goldman (1951), auteur, compositeur, interprète.
- Frédérique Hoschedé dite Dorothée (1953), présentatrice de télévision, actrice et chanteuse, passa son enfance au 39, boulevard Carnot.
- Marie NDiaye (née en 1967), écrivaine, y vécut pendant son enfance.
- Personnalités ayant demeuré au 21, rue Ferdinand-Jamin (Résidence Athénée)[3] :
  - Charles Pisot (1910-1984), élève de l'École normale supérieure en 1929, lauréat du grand prix scientifique de la Ville de Paris en 1967 pour ses travaux sur les nombres algébriques ;
  - André Guilcher (1913-1993), agrégé d'histoire et de géographie, uniÉcole normale supérieure (Paris)ersitaire, professeur à la Sorbonne, auteur de 600 publications résida de 1959 à 1971 ;
  - Jean Bass (1913-2007), professeur de mathématiques à l'École normale supérieure ;
  - Charles Pellat (1914-1992), orientaliste, professeur de langue arabe à La Sorbonne, membre de l’académie des inscriptions et belles lettres, a habité Bourg-la-Reine de 1954 à sa mort. Il est inhumé au cimetière de Bourg-la-Reine ;
  - Michel Rivgauche (1923-2005), auteur et secrétaire général de la SACEM, chevalier de la Légion d'honneur, a écrit de nombreuses chansons notamment pour Édith Piaf La Foule, résida de 1966 à 2005 ;
  - Pierre Ringenbach (1930-2014), maire de Sceaux et député de la treizième circonscription des Hauts-de-Seine, a vécu à Bourg-la-Reine[4] ;
  - Michel Pinçon (1942-2022) et Monique Pinçon-Charlot (1946), sociologues, directeurs de recherche au CNRS, spécialistes réputés de la haute bourgeoisie et des élites sociales, auteurs à succès, notamment avec Le Président des riches (2010), Les Ghettos du Gotha : comment la bourgeoisie défend ses espaces (2007), Sociologie de Paris (2004) ou encore Grandes fortunes (1998) ;
  - Denis Peschanski (1954), historien, directeur de recherche au CNRS, secrétaire de section du Parti socialiste, candidat tête de liste (PS-Modem) aux élections municipales de 2008.

## Personnalités mortes à Bourg-la-Reine
Voir la Catégorie:Décès à Bourg-la-Reine.
- Nicolas de Condorcet (1723-1794), mort dans la prison du village le 29 mars 1794 (10 Germinal An II).
- Joseph-André Guiot (1739-1807), curé de Bourg-la-Reine, historien et poète français, mort à la cure en 1807.
- Pierre Docithé Benoist (1779-1860), céramiste, faïencier, conseiller municipal de 1856 à 1860, mort le 30 mars 1860.
- Charles Thompson (1789-1843), graveur anglais, mort à son domicile le 19 mai 1843.
- François Laurin (1826-1901), céramiste, mort le 19 mai 1901.
- Ferdinand Jamin (1827-1916), horticulteur, vice-président de la Société nationale d'horticulture de France.
- Georges Lafenestre (1837-1919), poète et critique d'art, membre de l'Académie des Beaux-Arts, mort le 19 mai 1919 à son domicile 5, avenue du Lycée-Lakanal.
- Gabriel Biessy (1854-1935), peintre.
- Albin Michel (1873-1943), éditeur.
- Paul-Émile Colin (1867-1949), peintre, graveur et illustrateur, mort en 1949.
- Arnold van Gennep (1873-1957), ethnologue et folkloriste, mort à Bourg-la-Reine.
- Henri Deloge (1874-1961), athlète double médaillé olympique, mort à Bourg-la-Reine.
- Henri-Irénée Marrou (1904-1977), historien, spécialiste du christianisme primitif, mort en 1977.
- Claire Delbos (1906-1959), violoniste et compositrice française, première épouse d'Olivier Messiaen, y est morte le 22 avril 1959.
- Robert Dauvergne (1908-13 août 1977), professeur d'histoire et géographie, archéologue, historien et collectionneur d'archives.
- Jacques Bénard (1912-1987), professeur, chimiste, membre de l'Académie des sciences.

## Personnalités inhumées au cimetière de Bourg-la-Reine, et mortes dans une autre commune
Voir la Catégorie:Personnalité inhumée à Bourg-la-Reine.
- Philippe-Jean Pelletan (1747-1829), chirurgien qui tenta de sauver Marat et qui fut chargé d'autopsier le corps du jeune Louis XVII en vue de l'identification de celui-ci.
- Hortense Allart (1801-1879), écrivaine et essayiste féministe française, inhumée à Bourg-la-Reine.
- Charles Buland (1817-1871), officier des Hussards, orientaliste, instructeur détaché auprès de l'empereur du Japon à l'école de guerre d'Osaka.
- Jacques Julien Margottin (1817-1892), rosiériste, chevalier de la Légion d'honneur, habitant et mort dans la commune.
- Georges Aaron Bénédite (1857-1926), archéologue, conservateur des antiquités égyptiennes au musée du Louvre (inhumé dans la 3e division).
- Pierre Janet (1859-1947), philosophe puis psychologue et médecin.
- Paul Portier (1866-1962), zoologiste, biologiste marin, académicien, mort et inhumé le 26 janvier 1962.
- Albin Michel (1873-1943), éditeur, inhumé au cimetière de Bourg-la-Reine.
- Léon Azéma (1888-1978), architecte du palais de Chaillot, de l'ossuaire de Douaumont et de sa maison au 4, avenue Aristide-Briand en 1937 (inhumé dans la 22e division).
- André Couder (1897-1979), membre de l'Institut.
- René Bürg (1898-1971), musicien, violoniste, pianiste et organiste, lauréat de la Schola Cantorum de Paris, organiste titulaire de l'orgue de l'église Saint-Jean-Baptiste de Sceaux, habitant de Bourg-la-Reine.
- Henri Chopin (1898-1920), saint-cyrien, aviateur mort au champ d'honneur à Boudnib Maroc le 8 juillet 1920.
- Boris Dolto (1899-1981), sa femme Françoise Dolto (1908-1988) et leur fils, le chanteur Carlos (mort en 2008), tous trois inhumés dans le caveau familial (6e division).
- Paul Ruff (1913-2007), Résistant, Mathématicien, Syndicaliste
- Paul Kaya (1933-2019), homme politique de la république du Congo où il a fondé le Mouvement pour la démocratie et la solidarité et été plusieurs fois ministre, est inhumé au cimetière de Bourg-la-Reine (dans la division 11).
- Karin Petersen (1945-1982), actrice d'origine danoise, née à Paris le 27 mars 1945, se suicide à la suite d'un viol le 1er avril 1982. Inhumée à Bourg-la-Reine.